# Store Mosse nationalpark
För andra betydelser, se Store Mosse.

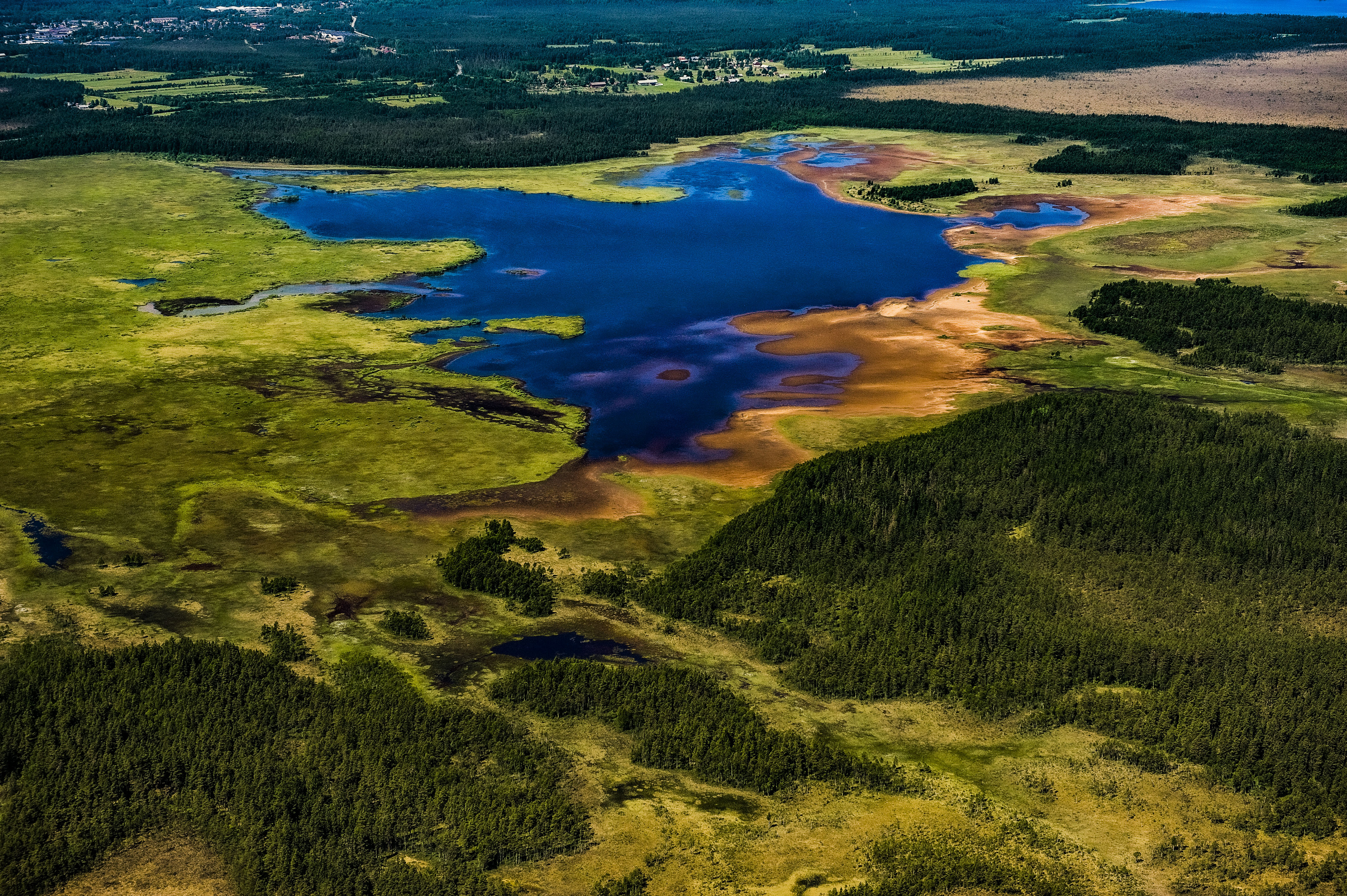
Store mosse nationalpark från luften.

Store Mosse nationalpark är en av Sveriges 30 nationalparker. Den är belägen i Kävsjö och Kulltorps socknar i Gnosjö kommun, Kärda och Värnamo socknar i Värnamo kommun samt Åkers socken i Vaggeryds kommun i Småland (Jönköpings län). Med sina 78,5 kvadratkilometer räknas den som södra Sveriges största mosse. Landskapet är mycket varierat och där finner man exempelvis den vidsträckta myren, den fågelrika Kävsjön, en rik kulturmiljö och ett lapptäcke av tallskog. De andra sjöarna i parken är Häradsösjön och Kalvasjön.

## Geografi
Store Mosse ligger ungefär 165–180 meter över havet mellan Lagan och Nissans dalgångar. Stora delar av landskapet har formats av den senaste inlandsisen men även människans verksamhet (i form av torvbrytning och sjösänkning) har haft betydelse.

## Leder
Genom Store Mosse nationalpark löper ungefär 40 kilometer led varav cirka 5,5 kilometer är anpassade för rullstolsburna och barnvagnar.
- Wibecksleden - Leden är cirka 600 meter enkel väg och anpassad för rullstolar, barnvagnar och synskadade. Där finns också en utsiktsplattform utrustad med bänkar och bord. På denna plats är det utsikt över det stora gungflyet.
- Svartgölsleden - Denna led är cirka 1,3 kilometer enkel väg och precis som ”Wibecksleden” är den anpassad för rullstolar, synskadade och barnvagnar. Längst ut på leden finns en utsiktsplattform med bänkar och bord.
- Lilla Lövö runt - Hela vägen runt är den ungefär 6 kilometer och är vid regnperioder ganska blöt på sina ställen. Stövlar eller kängor rekommenderas. Under en vandring slussas man först in i landskapet som den gamla torvindustrin lämnat efter sig.